# تشارلز جي. بوند
تشارلز جي. بوند (بالإنجليزية: Charles G. Bond)‏ هو محامي وسياسي أمريكي، ولد في 29 مايو 1877 في الولايات المتحدة، وتوفي في 10 يناير 1974 في نفس البلد. حزبياً، نشط في الحزب الجمهوري. وقد انتخب عضو مجلس النواب الأمريكي.